# Saint-Maurice-Crillat
Saint-Maurice-Crillat är en kommun i departementet Jura i regionen Bourgogne-Franche-Comté i östra Frankrike. Kommunen ligger i kantonen Saint-Laurent-en-Grandvaux som tillhör arrondissementet Saint-Claude. År 2022 hade Saint-Maurice-Crillat 242 invånare.

## Befolkningsutveckling
Antalet invånare i kommunen Saint-Maurice-Crillat
Referens:INSEE